# Biletix
Biletix — российский сервис онлайн-бронирования. Основан в 2009 году. Сервис позволяет полностью организовать своё путешествие через интернет: забронировать билеты и номер в гостинице, оформить страховку. Ежемесячно ресурс Biletix посещают около 350 тыс. человек.
Является онлайн-проектом холдинга «Випсервис», российского консолидатора по продаже авиационных и железнодорожных билетов, а также туристических и сопутствующих услуг, объединяющего в сеть свыше 10 тыс. субагентов. Агентство аккредитовано в Международной ассоциации воздушного транспорта (IATA) и «Транспортной клиринговой палатой», включено в Единый федеральный реестр туроператоров Федерального агентства по туризму Министерства культуры РФ.
В 2013 году было объявлено о сотрудничестве агентства с одним из проектов инновационного центра «Сколково» в рамках интеграции решения по бронированию и продаже авиабилетов в сервис дистанционного трудоустройства Workle.
В феврале 2016 года российский Forbes поставил Biletix на 11-е место в списке самых дорогих компаний Рунета с оценкой в 300 млн $. К этому времени 71 % продаж приходилось на путешествующих внутри страны (самые популярные направления — Симферополь и Сочи). Несмотря на смещение предпочтений клиенты в сторону самых дешёвых рейсов, за год продажи сервиса выросли на 14 %.
Онлайн-тревел агентство обладает наградами и премиями:
- «Звезда. Travel.ru 2014»[6];
- «Золотой сайт 2015»[7];
- «Самое надежное онлайн-трэвел агентство TWITW 2015»[8];